# Antonov An-140
Antonov An-140 là một máy bay dân dụng sử dụng động cơ phản lực cánh quạt hoạt động tầm gần, chuyến bay đầu tiên của nó diễn ra vào ngày 17 tháng 9-1997. Ngoài dây chuyển sản xuất chính ở Kharkiv, Ukraina của hãng KSAMC, máy bay cũng được chế tạo tại Nga và theo giấy phép tại Iran bởi hãng HESA với tên gọi IR.AN-140 hay Iran-140. An-140 có thể mang tối đa là 52 hành khách.

## Hoạt động dân sự
Đến tháng 8-2006 tổng cộng đã có 11 chiếc Antonov An-140 đang hoạt động trong các hãng hàng không, và hơn 16 chiếc khác đang được đặt hàng. Hiện nay các hãng sử dụng bao gồm:
| Hãng hàng không       | Đang hoạt động | Đang đặt chế tạo |
| --------------------- | -------------- | ---------------- |
| Antonov Design Bureau | 3              | 0                |
| Azerbaijan Airlines   | 2              | 1                |
| Ilyich-Avia           | 2              | 0                |
| Motor Sich            | 3              | 0                |
| Air Libya Tibesti     | 5              | 0                |
| Samara Airlines       | 2              | 0                |
| Yakutia Airlines      | 8              | 0                |
| Safiran Airlines      | 2              | 0                |

## Thông số kỹ thuật (An-140)
Dữ liệu từ www.antonov.com

### Đặc điểm riêng
- Phi đoàn: 2
- Sức chứa: 52 hành khách
- Chiều dài: 22.60 m (74 ft 2 in)
- Sải cánh: 24.505 m (80 ft 5 in)
- Chiều cao: 8.23 m (27 ft 0 in)
- Diện tích cánh: 51 m² (549 ft²)
- Trọng lượng rỗng: 12.810 kg (28.240 lb)
- Trọng lượng cất cánh: n/a
- Trọng lượng cất cánh tối đa: 19.150 kg (42.220 lb)
- Động cơ: 2× Klimov TV3-117WMA-SBM1, 1.838 kW (2.466 shp) mỗi chiếc hoặc Pratt & Whitney Canada PW127A, 1.900 kW (2.500) mỗi chiếc

### Hiệu suất bay
- Vận tốc cực đại: 575 km/h (310 knots, 357 mph)
- Vận tốc hành trình: 460 (250 knots, 290 mi)
- Tầm bay: 1380 km (745 nm, 860 mi) [3]
- Trần bay: 7200 m (23600 ft)
- Vận tốc lên cao: 1.345 ft/phút
- Lực nâng của cánh: n/a
- Lực đẩy/trọng lượng: n/a

## Nội dung liên quan

### Máy bay có cùng sự phát triển
- HESA IrAn-140

### Máy bay có tính năng tương đương
- ATR 42
- ATR 72
- Fokker F50
- Ilyushin Il-114

### Trình tự thiết kế
- An-72 - An-74 - An-124 - An-140 - An-148 - An-174 - An-180